# Texas A&M University System

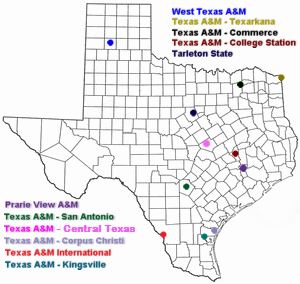
TAMU-Standorte

Das Texas A&M University System ist ein Verbund mehrerer Universitäten, Forschungseinrichtungen und Uni-Kliniken im US-Bundesstaat Texas. Mit mehr als 100.000 Studenten ist es eines der größten Hochschulnetzwerke in den USA. Der wichtigste Standort ist die Texas A&M University in College Station. A&M steht für Agricultural & Mechanical – diese Bezeichnung geht noch auf die Gründung im 19. Jahrhundert zurück.

## Standorte
Universitäten
- Texas A&M University in College Station
  - Texas A&M University Galveston Campus
  - Texas A&M University at Qatar
- Texas A&M University–Corpus Christi
- Texas A&M University–Kingsville
- Texas A&M University–San Antonio
- East Texas A&M University in Commerce
- Prairie View A&M University
- Tarleton State University in Stephenville
- Texas A&M University–Texarkana
- Texas A&M International University in Laredo
- West Texas A&M University in Canyon

Agenturen
- Texas Agricultural Experiment Station
- Texas Cooperative Extension
- Texas Engineering Experiment Station
- Texas Engineering Extension Service
- Texas Forest Service
- Texas Transportation Institute
- Texas Veterinary Medical Diagnostic Laboratory

Kliniken
- Lehrkrankenhäuser
  - Baylor College of Dentistry-Texas A&M Health Science Center
  - Texas A&M Health Science Center College of Medicine
  - Texas A&M Health Science Center Graduate School of Biomedical Sciences
  - Texas A&M Health Science Center Institute of Biosciences and Technology
  - Texas A&M Health Science Center Irma Lerma Rangel College of Pharmacy
  - Texas A&M Health Science Center School of Rural Public Health

- Regionale Zentren
  - Texas A&M Health Science Center Coastal Bend Health Education Center
  - Texas A&M Health Science Center South Texas Center

## Vermögen
Mitte 2019 lag der Wert des Stiftungsvermögens des Texas A&M University Systems bei 13,51 Milliarden US-Dollar, 2020 bei 13,59 Milliarden US-Dollar. Im folgenden Jahr bis Mitte 2021 stieg er um 32,6 % auf 18,03 Milliarden US-Dollar. Damit stand das Texas A&M University System auf Platz 9 der vermögendsten Universitäten. Das University of Texas System stand dabei auf Platz 2.